# Сутарс, Том
Том Сутарс (нидерл. Tom Soetaers; родился 21 июля 1980 года, Тинен) — бельгийский футболист, выступающий на позиции полузащитника.
Воспитанник клуба «Андерлехт». С 2000 по 2003 год выступал за нидерландскую «Роду», в составе клуба в 2000 году становился обладателем Кубка Нидерландов.
В 2003 году подписал четырёхлетний контракт с амстердамским «Аяксом», в первый же сезон стал с клубом чемпионом Нидерландов. Из-за непопадания в основной состав «Аякса» Том в январе 2005 года перешёл в бельгийский «Генк». За пять лет Сутарс провёл в клубе более ста матчей, а в 2009 году завоевал с клубом Кубок Бельгии. 21 июня 2009 года Том подписал двухлетний контракт с клубом «Кортрейк».

## Карьера

### Клубная
Том Сутарс начал свою футбольную карьеру в юношеском клубе «Вите Стар Воммерсом», затем юного полузащитника заприметили скауты «Андерлехта», и Том перешёл в молодёжную команду этого клуба. В основной команде «Андерлехта» Сутарс дебютировал в 1998 году в возрасте 18 лет. Всего в чемпионате Бельгии Том за 1,5 года сыграл 6 матчей. В середине сезона 1999/00 Том перешёл в нидерландский клуб «Рода» из города Керкраде.
В своём дебютном сезоне в Эредивизи Том сыграл 8 матчей. С сезона 2000/01 Сутарс стал основным игроком клуба, отыграв в сезоне 33 матча и забив 8 мячей. Всего за четыре сезона Сутарс провёл 98 матчей и забил 23 мяча. Свою последнюю игру за «Роду» Том провёл 29 мая 2003 года в матче против «Фейеноорда», который завершился поражением «Роды» со счётом 3:1.
В августе 2003 года Том перешёл в амстердамский «Аякс», подписав с клубом четырёхлетний контракт. Сумма трансфера составила около 900 тыс. евро. Дебют Сутарса в составе «Аякса» состоялся 17 августа 2003 года в матче Эредивизи против клуба «Витесс», который завершился победой амстердамцев со счётом 1:2. Том провёл на поле 68 минут, после которых его заменил бразилец Вамберто. В своём втором матче, который состоялся 23 августа против «Росендала», Сутарс забил дебютный гол в составе амстердамцев, который в итоге оказался победным в игре. В дебютном сезоне Том сыграл в чемпионате 17 матчей и забил 4 мяча, а также стал чемпионом Нидерландов сезона 2003/04. В сезоне 2004/05 Том не сыграл ни одного мачта, во многом благодаря главному тренеру «Аякса» Рональду Куману, который не нашёл место в составе для 24-летнего полузащитника.
В середине сезона в Нидерландах Том перешёл в бельгийский «Генк». Дебют Сутарса состоялся 15 января 2005 года в матче против «Брюсселя». «Генк» победил со счётом 3:1, а Том отметился одним забитым мячом на 69-й минуте. Всего в чемпионате Бельгии 2004/05 Сутарс сыграл 12 матчей и забил 3 мяча. В сезоне 2006/07 Том стал вице-чемпионом Бельгии, а победу в чемпионате одержала бывшая команда Тома «Андерлехт». За пять сезонов в «Генке» он сыграл в чемпионате 99 матчей и забил 20 мячей. В 2009 году Сутарс выиграл с клубом Кубок Бельгии. 21 июня 2009 года Том подписал двухлетний контракт с клубом «Кортрейк». В августе 2011 года перешёл в клуб третьего дивизиона «Олимпиа Вигмал».

### Сборная Бельгии
В национальной сборной Бельгии Том дебютировал 12 октября 2002 года в матче против сборной Андорры, Сутарс вышел на замену вместо Весли Сонка на 90-й минуте матча, который завершился победой Бельгии со счётом 1:0. Свой первый мяч за сборную Том забил 30 апреля 2003 года в матче против сборной Польши. В нём он вышел на замену на 80-й минуте и спустя 5 минут отличился забитым мячом, который помог его сборной победить со счётом 3:1.

## Достижения
- Обладатель Кубка Нидерландов: 2000
- Чемпион Нидерландов: 2004
- Обладатель Кубка Бельгии: 2009